# Diocèse de Legnica
Le diocèse de Legnica (en latin : Dioecesis Legnicensis) est un diocèse catholique de Pologne de la province ecclésiastique de Wrocław dont le siège est situé à Legnica. Il comprend la partie occidentale de la voïvodie de Basse-Silésie. En 2023, son territoire est divisé en 29 doyennés et 238 paroisses. L'évêque actuel est Andrzej Siemieniewski (en), depuis 2021. 

## Historique
Le diocèse a été érigé le 25 mars 1992 par le pape Jean-Paul II par la bulle Totus tuus Poloniae populus, prenant son territoire de l'archidiocèse de Wroclaw.
Le 25 mars 1993 est créé le grand séminaire diocésain.
Le 7 octobre 1993, par la lettre apostolique Christifideles Dioecesis, le pape Jean-Paul II a confirmé les saints Pierre et Paul comme patrons principaux du diocèse, et saint Joseph, invoqué avec le titre de "Gardien du Rédempteur" (Redemptoris custos), comme patron secondaire.
En juin 1997, le diocèse a reçu la visite pastorale du pape Jean-Paul II en personne.
Le 24 février 2004, il a cédé une partie de son territoire pour l'érection du diocèse de Świdnica. 

## Églises principales du diocèse
- Cathédrale Saints-Pierre-et-Paul-Apôtres de Legnica (en polonais : Katedra Świętych Apostołów Piotra i Pawła)

- Basiliques mineures :
  - Basilique Saint-Érasme-et-Saint-Pancras (en polonais : Bazylika św. Erazma i św. Pankracego) de Jelenia Góra,
  - Basilique de l'Assomption de la Bienheureuse Vierge Marie (en polonais : Bazylika Wniebowzięcia Najświętszej Marii Panny) de Krzeszów,
  - Basilique de l'Assomption de la Bienheureuse Vierge Marie et Saint-Nicolas (en polonais : Bazylika Wniebowzięcia Najświętszej Maryi Panny i św. Mikołaja) de Bolesławiec,
  - Basilique-collégiale de l'Élévation-de-la-Sainte-Croix-et-de-Sainte-Edwige (en polonais : Bazylika kolegiacka Podwyższenia Krzyża Świętego i św. Jadwigi Śląskiej) de Legnickie Pole.
- Église Saint-Hyacinthe de Legnica, sanctuaire diocésain, où a lieu en 2013 le miracle eucharistique de Legnica

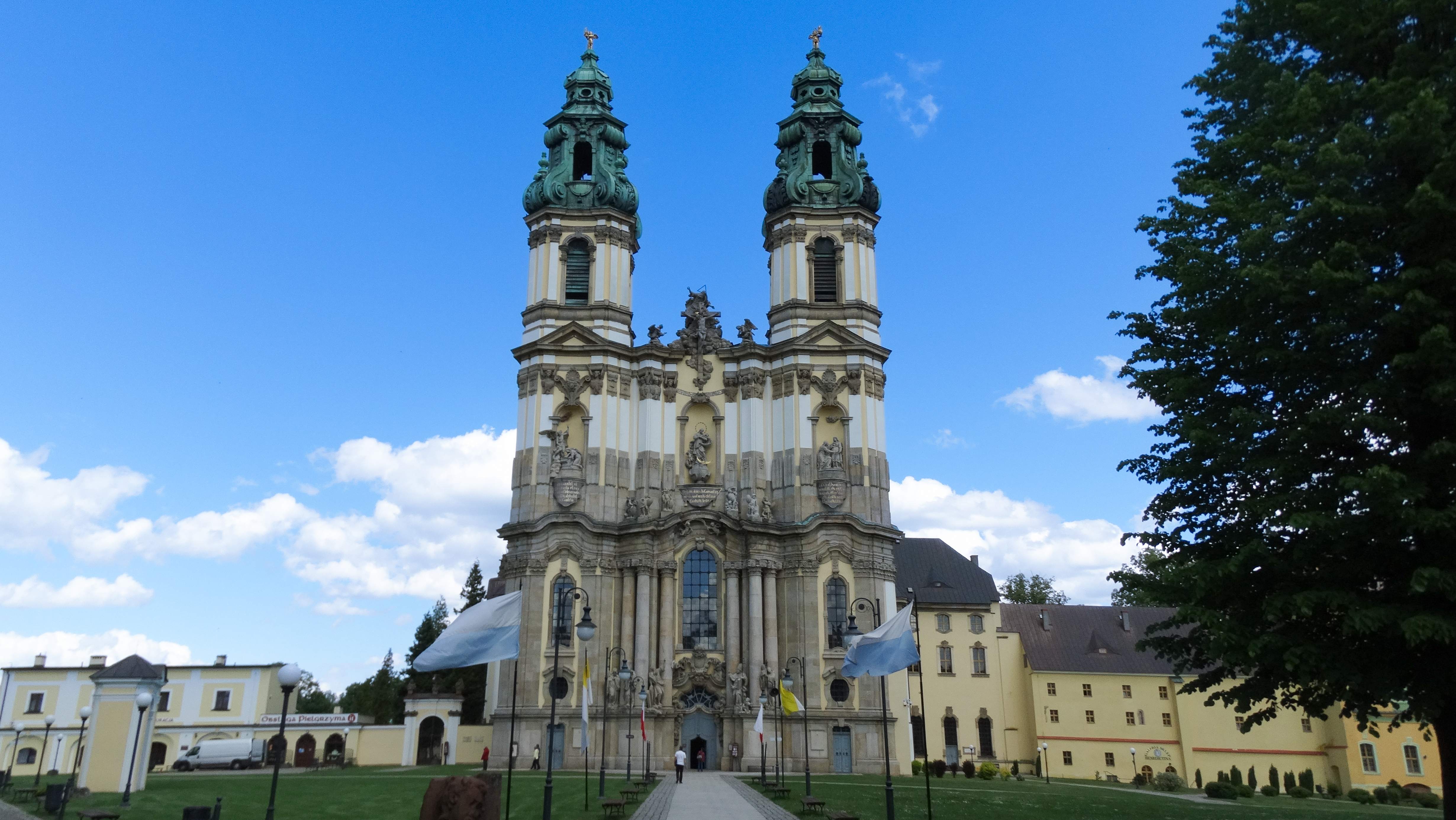
La basilique de l'Assomption de Krzeszów, de l'abbaye bénédictine.
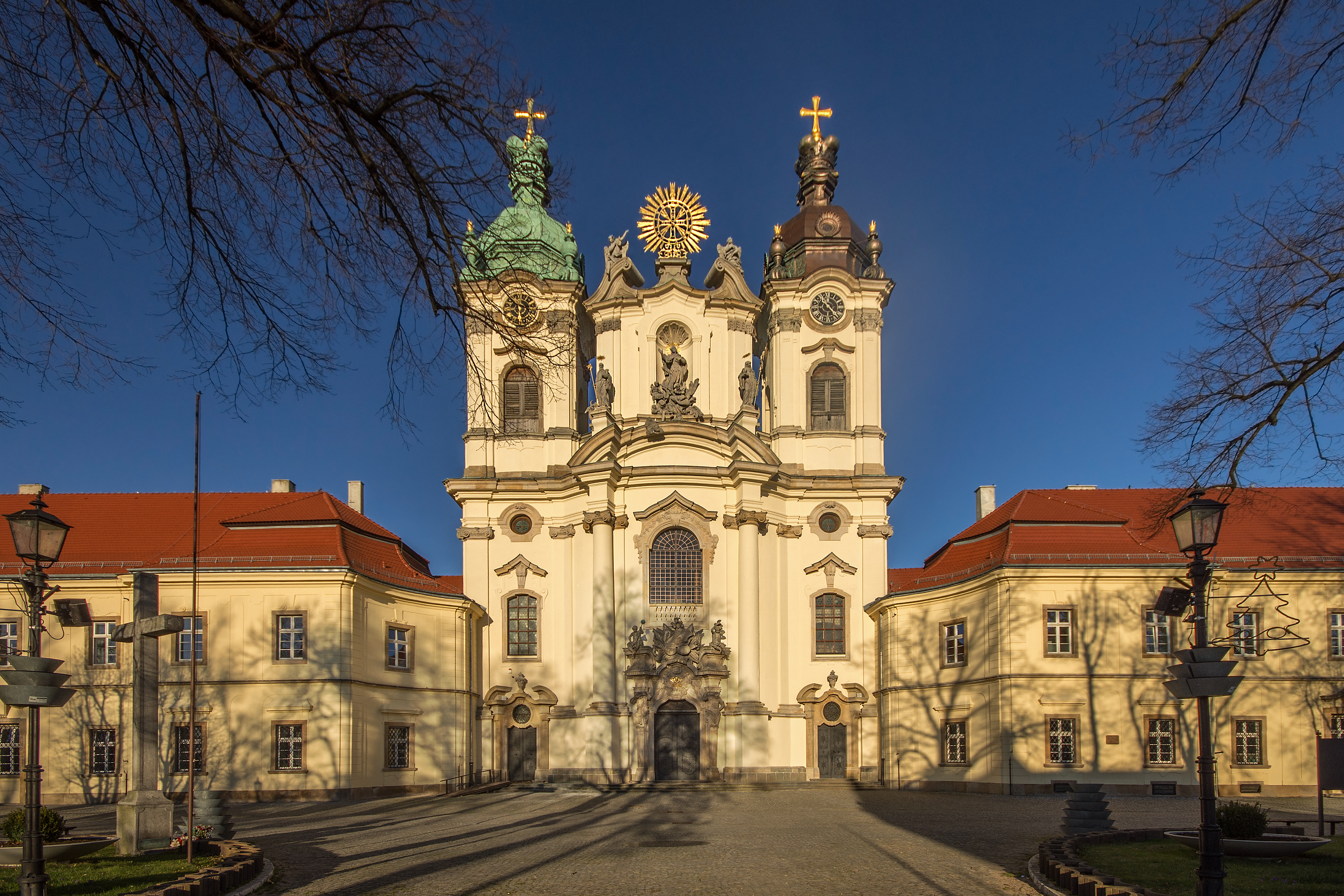
La basilique et collégiale de Legnickie Pole, de l'ancien monastère bénédictin.

## Évêques
- Tadeusz Rybak, du 25 mars 1992 jusqu'à sa retraite le 19 mars 2005,
- Stefan Cichy, du 19 mars 2005 jusqu'à sa retraite le 16 avril 2014,
- Zbigniew Kiernikowski, du 16 avril 2014 jusqu'à sa retraite le 28 juin 2021,
- Andrzej Siemieniewski (en), depuis le 28 juin 2021.

- Évêques auxiliaires
  - Adam Dyczkowski, du 25 mars 1992 jusqu'au 17 juillet 1993,
  - Stefan Regmunt, du 3 décembre 1994 jusqu'au 29 décembre 2007,
  - Marek Mendyk, depuis le 24 décembre 2008.

### Articles liés
- Église catholique en Pologne
- Liste des diocèses catholiques de Pologne